# Конституційний референдум у Мавританії (2017)

Запропонований національний прапор

5 серпня 2017 року в Мавританії відбувся конституційний референдум, який спершу був запланований на 15 липня. Запропоновані поправки до конституції передбачають скасування деяких державних органів влади, а також зміну національного прапору і гімну. Обидві пропозиції знайшли підтримку 86 % виборців при явці  53,73 % і вступили в силу 15 серпня.

## Хід подій

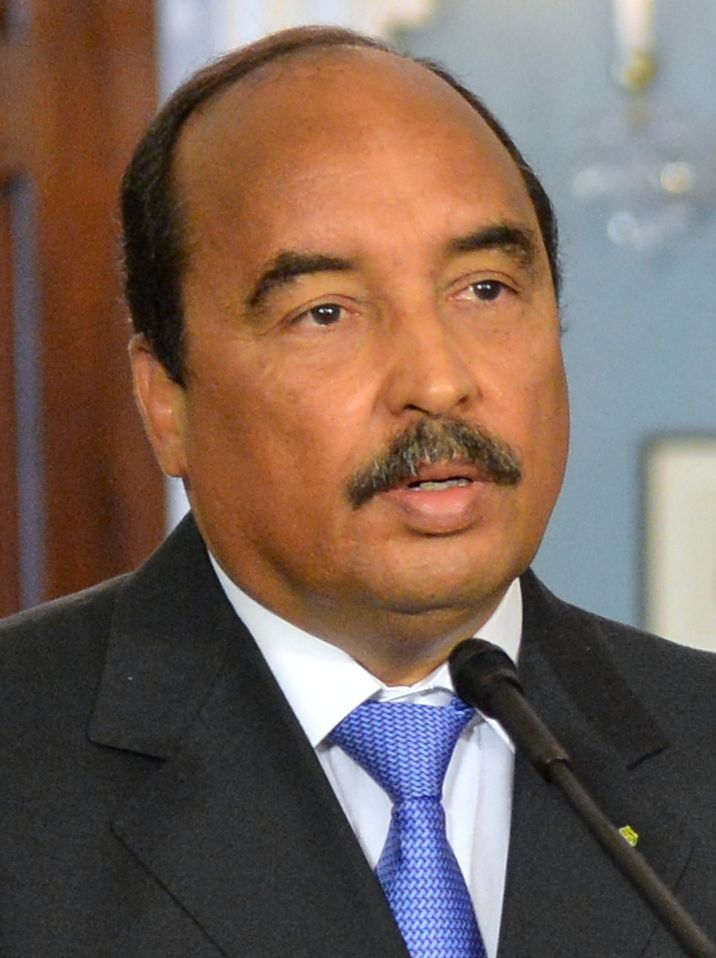
Мавританський президент

З ініціативою про внесення поправок до конституції виступив чинний глава держави 60-річний Мохамед ульд Абдель Азіз. Законопроєкт був схвалений 141 зі 147 членів нижньої палати парламенту. Однак, у Сенаті зміни у конституцію не пройшли: з 56 парламентаріїв 33 проголосувало проти, зокрема й 24 депутати від правлячої партії «Союз Республіки».
Не зумівши провести конституційний проєкт через законодавчий орган, президент закликав організувати в країні референдум. 21 квітня уряд країни призначив дату проведення народного волевиявлення на 15 липня. Однак, згодом референдум довелось перенести на 5 серпня, щоб дати Національній незалежній виборчій комісії час для оновлення списку виборців.
На конституційний референдум мавританська влада винесла 2 питання. Перший пункт бюлетеня стосувався ліквідації Сенату, який, на думку президента, є «дорогим та недоцільним» для добробуту країни. Натомість конституційні зміни передбачають створення замість нього системи регіональних рад, які регламентуватимуть поведінку громадян і вирішуватимуть суперечки, керуючись законами шаріату. Крім того, три незалежні інституції — Верховний суд, Вища рада ісламу та посада національного омбудсмена — об'єднується в один орган, який отримав назву «Вища Рада Фетви». Нові зміни також передбачають переведення екологічного сектору до сфери діяльності соціально-економічної ради.
Іншим питанням, винесеним на референдум, стала зміна прапору. Зелений стяг з горизонтально розташованим на ньому півмісяцем і п'ятипроменевою зіркою жовтого кольору було доповнено двома червоними лініями на знак визнання і пам'яті «крові мучеників опору», які загинули в боротьбі за незалежність проти французького колоніалізму у 1961 році. Зміни торкнулись і національного гімну, який став більш «патріотичним».
Проти референдуму та його результатів виступила опозиція. 15 і 18 липня опоненти президента провели масові демонстрації, однак поліція розігнала протестувальників за допомогою сльозогінного газу. Представники опозиції назвали процедуру волевиявлення «незаконним маскарадом», а дії президента — «диктаторськими й огидними». На думку опозиціонерів, глава держави намагається узурпувати владу та створити сприятливі умови для свого переобрання на третій термін поспіль. Із заявами бойкоту референдуму виступив і колишній президент Мавританії Мохаммед ульд Шейх Абдуллах, який закликав громадян країни протистояти «конституційному перевороту». Бюро ООН з прав людини рекомендувало мавританському уряду вжити всіх необхідних заходів для забезпечення вільних, прозорих і достовірних виборів.

## Результати

### Конституційна реформа
| Так чи ні                                                        | Голоси    | %      |
| ---------------------------------------------------------------- | --------- | ------ |
| Так                                                              | 584,084   | 85.61  |
| Утримались                                                       | 30,039    | 4.40   |
| Ні                                                               | 68,124    | 9.99   |
| Недійсні голоси                                                  | 64,408    | –      |
| Загалом                                                          | 746,655   | 100.00 |
| Зареєстровані виборці                                            | 1,389,092 | 53.75  |
| Джерело: Al Akhbar [Архівовано 8 серпня 2017 у Wayback Machine.] |           |        |

### Національні символи
| Так чи ні                                                        | Голоси    | %      |
| ---------------------------------------------------------------- | --------- | ------ |
| Так                                                              | 573,935   | 85.67  |
| Утримались                                                       | 28,894    | 4.31   |
| Ні                                                               | 67,146    | 10.02  |
| Недійсні голоси                                                  | 76,314    | –      |
| Загалом                                                          | 746,289   | 100.00 |
| Зареєстровані виборці                                            | 1,389,092 | 53.72  |
| Джерело: Al Akhbar [Архівовано 8 серпня 2017 у Wayback Machine.] |           |        |